# كاميرون آيرز
كاميرون آيرز (بالإنجليزية: Cameron Ayers)‏ مواليد 18 سبتمبر 1991 في كولومبوس، هو لاعب كرة سلة أمريكي. بدأ مسيرته الاحترافية في سنة 2014. يلعب مع مين ريد كلوز في دوري الرابطة الوطنية لفئة التطوير كلاعب هجوم خلفي. يحمل الرقم 15. يبلغ طوله 6 قدم 5 بوصة (2.0 م). لعب مع شياولياي.

## روابط خارجية
- كاميرون آيرز على موقع كرة السلة الأوروبية.كوم (الإنجليزية)
- كاميرون آيرز على موقع كلية كرة السلة في سبورتس رفرنس.كوم (الإنجليزية)
- كاميرون آيرز على موقع ريلجم (الإنجليزية)
- كاميرون آيرز على موقع بروبوليرز (الإنجليزية)
- كاميرون آيرز على موقع سبورتس رفرنس (الإنجليزية)